# Wenlock River
Wenlock River är ett vattendrag i Australien. Det ligger i delstaten Queensland, omkring 2 100 kilometer nordväst om delstatshuvudstaden Brisbane.
Trakten runt Wenlock River består huvudsakligen av våtmarker. Trakten runt Wenlock River är nära nog obefolkad, med mindre än två invånare per kvadratkilometer. Savannklimat råder i trakten. Genomsnittlig årsnederbörd är 2 066 millimeter. Den regnigaste månaden är januari, med i genomsnitt 709 mm nederbörd, och den torraste är september, med 3 mm nederbörd.